# Stepan Voïevodski
Pour les articles homonymes, voir Voïevodski.
Stepan Arkadievitch Voïevodski (en russe : Степан Аркадьевич Воеводский), né en 1859 et mort le 18 août 1937 à Vichy, est un amiral et homme d'État de la Russie impériale, ministre de la Marine impériale de Russie du 8 janvier 1909 au 18 mars 1911.

## Famille
Fils de l'amiral Arkadi Vassilievitch Voïevodski (1813-1879) et de Anna Petrovna Makeïeva (1829-1894).
En 1887, Stepan Arkadievitch Voïevodski épousa Anna Arapova (1869-1921).
Quatre enfants naquirent de cette union :
- Nikolaï Stepanovitch Voïevodski : (1888-1975), officier de cavalerie, pilote, commandant de la 1re division aérienne lors de la Première Guerre mondiale, en 1917, il fut représentant de l'armée de l'air à l'ambassade de Russie à Londres;
- Sergueï Stepanovitch Voïevodski : (1889-1961, New York) En 1916, commandant du 4e escadron d'un régiment de cavalerie, en exil il exerça la profession de caissier dans une banque;
- Gueorgui Stepanovitch Voïevodski : (1891 Saint-Pétersbourg-1954 Lake Forest Illinois États-Unis). En 1917, commandant temporaire d'un régiment. Exilé en France (1920) puis propriétaire terrien en Amérique;
- Vladimir Stepanovitch Voïevodski : (1899-après 1917) : Officier dans un régiment de cavalerie.

## Biographie
En 1878, Stepan Arkadievitch Voïevodski sortit diplômé de l'École navale, il commença sa carrière dans la Marine impériale de Russie au grade de garde-marine (grade en vigueur dans la Marine impériale de Russie de 1716 à 1917). Entre 1878 et 1881, il servit à bord du Djigit. En 1884, il sortit diplômé de l'Académie navale de Nikolaïev, en 1886, il participa à différentes expéditions en mer et à l'étranger.
En 1899, Stepan Arkadievitch Voïevodski reçut le commandement du bâtiment de guerre Khabry en construction au chantier naval de Saint-Pétersbourg. Dénonçant les lacunes du Khabry, par ses déclarations, il fit sensation dans le milieu de la Marine, différentes corrections furent apportées au navire au chantier naval de Toulon. Entre 1902 et 1903, il commanda à bord du bâtiment de guerre Verny.
En 1904, Stepan Voïevodski reçut le commandement du Duc d'Édimbourg et fut élevé au grade de capitaine 1er rang (grade correspondant à celui de colonel dans l'infanterie ou l'armée de l'air). Il reçut sa nomination pour le poste de directeur de l'Académie de Marine et du Corps naval de la Marine (1906) et fut élevé au grade de kontr-admiral et admis dans l'entourage de Sa Majesté Impériale.
Le 8 janvier 1909, Voïevodski fut nommé ministre de la Marine impériale de Russie, en outre, il accéda au grade de vice-amiral. Comme ses prédécesseurs, il échoua dans la reconstruction des flottes russes et dans la restructuration des autorités navales. Le 18 mars 1911, la Douma le démit de ses fonctions de ministre de la Marine impériale de Russie. En 1913, il fut admis à siéger au Conseil d'État et fut élevé au grade d'amiral.

## Exil
Après la Révolution de février 1917, Stepan Arkadievitch Voïevodski quitta la Russie, il vécut exilé en France.

## Décès et inhumation
Stepan Arkadievitch Voïevodski meurt le 18 août 1937 à Vichy. Il est inhumé au cimetière de Nice.

## Sources
- (ru) Cet article est partiellement ou en totalité issu de l’article de Wikipédia en russe intitulé « Воеводский, Степан Аркадьевич » (voir la liste des auteurs).
- Almanach de Saint-Pétersbourg (1912)
- www.rulex.ru